# Bolbodimyia desescta
Bolbodimyia desescta är en tvåvingeart som beskrevs av Günther Enderlein 1925. Bolbodimyia desescta ingår i släktet Bolbodimyia och familjen bromsar. Inga underarter finns listade i Catalogue of Life.